# ماکی تومودا
ماکی تومودا (انگلیسی: Maki Tomoda؛ زاده ۲۰ اوت ۱۹۷۲) یک بازیگر پورنوگرافی اهل ژاپن است.